# Restrepia iris
Restrepia iris (Luer (1980)) es una especie de orquídeas de la familia de las Orchidaceae.
El nombre del género se nombró por su semejanza al "arco iris".

## Hábitat
La planta se encuentra en el bosque nublado de Ecuador en elevaciones de 1400 a 2500 m s. n. m.

## Descripción
Es una planta diminuta epífita con erecto ramicauls envuelto en 5 a 6 vainas basales delgadas, pálida, sin  puntos, suelta, comprimida, algo imbricada  con una sola hoja, apical , erecta, coriácea, de color púrpura por debajo, aovado-elíptica, subaguda, en líneas generales por debajo cuneada y con en el retorcido peciolo en la base de la hoja que florece en el verano en una inflorescencia de 3 a 3,5 cm de largo, con sucesivamente una única flor en la inflorescencia en la parte de atrás de la hoja y con una delgada, tubular bráctea floral.

## Nombre común
- Español: Restrepia arcoiris.
- Inglés:  Rainbow Restrepia

## Sinonimia
- Restrepia pulchella H. Mohr 1993[2]